# Quanta Magazine
Quanta Magazine es una revista en línea con independencia editorial publicada por la Simons Foundation. Trata temas sobre el desarrollo de la física, las matemáticas, la biología y la informática.
Los artículos de la revista se encuentran disponibles de forma gratuita en internet. Varias publicaciones estadounidenses como Scientific American, Wired,, The Atlantic, y Washington Post, así como publicaciones de científicas de todo el mundo han republicado artículos de Quanta Magazine.
Undark Magazine afirmó que Quanta Magazine era "ampliamente apreciada por su experta cobertura de temas complejos sobre la ciencia y las matemáticas." La agrupadora de contenidos situó a Quanta Magazine en la primera plaza de su "Top 10 de Páginas sobre Ciencia en 2018"

## Historia
Quanta Magazine empezó como Simons Science News en octubre de 2012, pero fue rebautizada con su actual nombre en julio de 2013. Fue fundado por el experiodista del New York Times Thomas Lin, quién es el redactor jefe de la revista. Los dos editores jefe adjuntos son John Rennie y Michael Moyer, quienes trabajaron anteriormente en la Scientific American. Entre los destacados escritores de la revista se encuentran K.C. Cole, Robbert Dijkgraaf, Dan Falk, Kevin Hartnett, Erica Klarreich, George Musser, Jennifer Ouellette, Frank Wilczek, Natalie Wolchover y Carl Zimmer.
En noviembre de 2018, MIT Press publicó dos colecciones de artículos de Quanta Magazine: Alice and Bob Meet the Wall of Fire (Alice y Bob se encuentran con el muro de fuego) y The Prime Number Conspiracy (La Conspiración del Número Primo).